# Sobowtór profesora Rawy
Sobowtór profesora Rawy – młodzieżowa powieść fantastycznonaukowa autorstwa Alfreda Szklarskiego, znanego z cyklu młodzieżowych powieści o Tomku Wilmowskim. Wydana została w 1963 roku przez Wydawnictwo Śląsk wraz z ilustracjami Józefa Marka.
To jedyna powieść Szklarskiego z gatunku fantastyki naukowej.

## Fabuła
Akcja książki dzieje się za czasów PRL-u w Katowicach, głównie w dzielnicy Brynów. Znany wynalazca profesor Rawa wyjeżdża z kraju pozostawiając w domu syna Andrzeja wraz z androidem, który przypomina swego twórcę. Wtedy pojawiają się złodzieje, którzy korzystając z nieobecności profesora chcą wykraść plany z jego laboratorium.
Okazuje się, że profesor wpadł na epokowy pomysł: „Dzięki niemu w niedalekiej przyszłości może zniknąć z powierzchni kuli ziemskiej sieć przewodów energetycznych. Wszelkie pojazdy będą zasilane energią z małych akumulatorów”. Właśnie te materiały chcą wykraść szpiedzy z zagranicy. Nie wiedzą, że profesor jest autorem jeszcze jednego wspaniałego wynalazku: wymyślił swojego sobowtóra, robota do złudzenia podobnego do człowieka, sterowanego zdalnie pilotem i jednocześnie wyposażonym w sztuczną inteligencję (tu określaną jako „homeostat”).

## Odbiór
Antoni Smuszkiewicz pisze, że powieść „mieści się w nurcie popularyzatorskim”. Andrzej Niewiadowski z kolei ocenia, że książka „w przystępny sposób popularyzuje osiągnięcia cybernetyki i posiada istotne wartości wychowawcze”. Stanisław Frycie określa ją jako „interesującą”. 